# Dzięgiele (województwo podlaskie)
Dzięgiele – wieś w Polsce położona w województwie podlaskim, w powiecie kolneńskim, w gminie Stawiski.

## Historia
Wojciech Kętrzyński podaje w książce „O ludności polskiej w Prusiech niegdyś krzyżackich”, że w Doliwach, Chełchach, Krupinie i Mieruniszkach mieszkali Dzięgielowie. Gniazdo rodowe rodziny Dzięgielewskich - to była wieś szlachecka Dzięgiele w powiecie Kolno.
Wieś szlachecka położona była w drugiej połowie XVI wieku w powiecie kolneńskim ziemi łomżyńskiej. W latach 1921–1939 wieś leżała w województwie białostockim, w powiecie kolneńskim (od 1932 w powiecie łomżyńskim), w gminie Stawiski.
Według Powszechnego Spisu Ludności z 1921 roku wieś zamieszkiwało 181 osób w 33 budynkach mieszkalnych. Miejscowość należała do parafii rzymskokatolickiej w m. Romany. Podlegała pod Sąd Grodzki w Stawiskach i Okręgowy w Łomży; właściwy urząd pocztowy mieścił się w m. Stawiski.
W wyniku napaści ZSRR na Polskę we wrześniu 1939 wieś znalazła się pod okupacją sowiecką. W październiku 1939 roku weszła w skład Zachodniej Białorusi – a 2 listopada została włączona do Białoruskiej SRR. 4 grudnia 1939 włączona do nowo utworzonego obwodu białostockiego. Od czerwca 1941 roku pod okupacją niemiecką. Od 22 lipca 1941 do wyzwolenia w styczniu 1945 włączona w skład Landkreis Lomscha, Bezirk Bialystok III Rzeszy.
W latach 1975–1998 miejscowość należała administracyjnie do województwa łomżyńskiego.